# عائشة بنت طاهر سنبل
عائشة بنت طاهر سنبل القرشية المدنية الحنفية (1922م - 12 أكتوبر 1994م / 1340 هـ - 8 جمادى الأولى 1415 هـ)، عالمة مسلمة سعودية من أهل القرن الرابع عشر الهجري/العشرين الميلادي.
ولدت بالمدينة المنورة في عائلة متدينة عريقة تعرف بآل سنبل. نشأت في المدينة ودرست أولًا على والدها الفقيه طاهر بن عمر سنبل وأجاز لها والدها وهي صغيرة فتفردت عنه وعلا سندها وعرفت بـالشيخة المسندة وخرَّج لها بعض أسباطها «ثبتًا». تزوجت بجمال بن عبد الله سنبل من مؤسسي وزارة الخارجية وانتقلت معه إلى الإسكندرية بمصر. وترملت وهي حديثة السن فتفرغت لتربية أولادها. توفيت بجدة ونقلت إلى المدينة ودفنت بالبقيع بوصية منها. تعد شخصية إسلامية مكرّمة في عصرها بالمدينة وهي في أسلوب حياتها تعتبر من مسلمات زاهدات ناسكات وقامت بأعمال خيرية ولها مكانتها دينية في تاريخ المدينة المنورة والمرأة في السعودية.

## سيرتها
هي أم طاهر عائشة بنت طاهر بن عمر بن عبد المحسن بن محمد طاهر بن محمد سعيد بن محمد سنبل، القرشية المدينة الحنفية. وأسرة آل سنبل هي أسرة حجازية اشتهرت بالعلم بفرعيهما الأصليين المكي والمدني وينتهي نسبها إلى عمر بن الخطاب. 

ولدت في المدينة سنة 1340 هـ/ 1922 م ونشأت بها. تلقت مبادئ العلوم وأجاز لها والده وهي صغيرة. أخذ عنها الكثير من طلبة. 

وهي تروي عن والده محمد طاهر عن أبيه عمر عن عبد المحسن عن أبيه مفتي الحنفية محمد طاهر، عن أبيه محمد سعيد.

عرفت بأنها كانت «كثيرة الإحسان والصدقة، حسنة المعاملة جدًا، فأورثها ذلك محبة في قلوب الناس عظيمة.» وكانت «صوّأمة قوّأمة، مجتهدة في الطاعة قدر استطاعتها، إذ قد لحقتها الأمراض مبكرًا بسبب معاناتها في أوائل عمرها» وما زالت الأمراض تتكالب عليها وتنتشر حتى وفاتها.

### تسلسل روايتها
| عائشة بنت طاهر سنبل | أَلاَ قَدْ عَرَفْنَاكِ يَا سَوْدَةُ، حِرْصًا عَلَى أَنْ يَنْزِلَ الحِجَابُ، فَأَنْزَلَ اللَّهُ آيَةَ الحِجَابِ | عائشة بنت طاهر سنبل |

## وفاتها
توفيت عائشة بنت طاهر سنبل في صباح يوم 8 جمادى الأولى 1415/ 12 أكتوبر 1994 بجدة. نقلت جثمانها إلى المدينة حيث صلي عليها بالمسجد النبوي ودفنت بالبقيع.

## حياتها الشخصية
تزوجها «جمال بن عبد الله سنبل» الذي كان صديقًا للزركلي، وكان من مؤسسي وزارة الخارجية مع الملك فيصل. وسكنت معه في مكة فترة ثم تم تعيين زوجها في القنصلية السعودية بالإسكندرية فانتقلت معه وأولادهما. وبعد مدة ليست بطويلة توفي زوجها وبقيت أرملة وهي شابة، وعندها أطفال، لا يعود أكبرهم سن الخامسة عشرة، فقامت على تربيتهم خير قيام وتعليمهم.